# Combis
COMBIS je regionalna ICT tvrtka usmjerena na razvoj aplikativnih, komunikacijskih, sigurnosnih i sistemskih rješenja te pružanje usluga razvoja i integracije ICT rješenja, upravljanja ICT infrastrukturom te podrške. Tvrtka posluje kao samostalno trgovačko društvo u potpunom vlasništvu tvrtke Hrvatski Telekom. Sjedište tvrtke je u Zagrebu. S više od 470 ljudi na 7 lokacija u Hrvatskoj, BiH i Srbiji, Combis je jedna od najvećih i najdugovječnijih ICT kompanija u regiji.[nedostaje izvor]

## Povijest
Osnovan 1990. godine u Dubrovniku, COMBIS 2010. godine postaje članicom T-HT Grupe, čime je tržištu predstavljen širok spektar objedinjenih informatičko - telekomunikacijskih poslovnih rješenja i usluga. Od male obiteljske tvrtke COMBIS se razvio u regionalnu tvrtku, s tvrtkama kćerima u Bosni i Hercegovini te Srbiji.

## Nagrade
Microsoft Partner of the Year 2022 for Croatia, Regional VMware Partner of The Year Award, Cisco Services Partner of the Year, Cisco Collaboration Partner of the Year, Oracle Specialization Award for Virtualized Core Network Systems, Palo Alto NextWave Platinum Innovator.

## Dostupnost
U Hrvatskoj ima osam servisnih lokacija, u Zagrebu, Splitu, Rijeci, Zadru, Varaždinu i Dubrovniku. U regiji je prisutan u Bosni i Hercegovini, sa sjedištem u Sarajevu, uz još tri servisne lokacije, u Banjoj Luci, Tuzli i Mostaru te u Srbiji sa sjedištem u Beogradu.

## Vanjske poveznice
- Službena stranica  Arhivirana inačica izvorne stranice od 9. siječnja 2015. (Wayback Machine)